# Teatr Miejski w Świdnicy

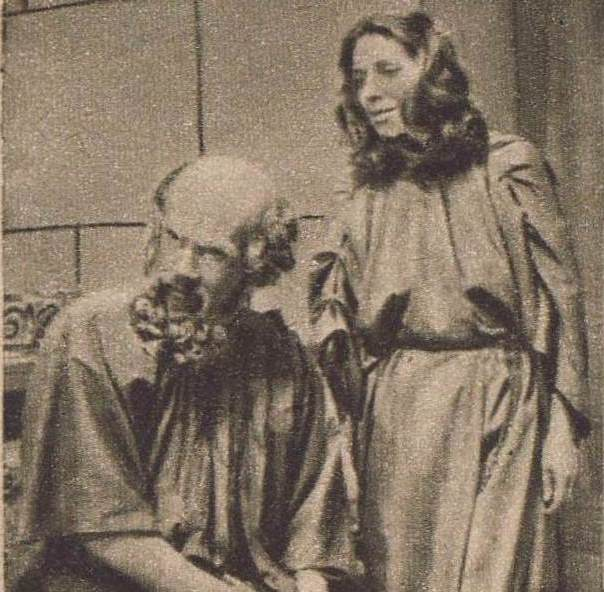
Jolanta Skubniewska i Romuland Malkowski w sztuce Obrona Ksantypy, Teatr Miejski w Świdnicy, 1948

Teatr Miejski w Świdnicy – nieistniejąca obecnie instytucja kultury w Świdnicy, funkcjonująca przed 1945 jako Teatr Krajowy w Świdnicy, a w latach 1945–1952 jako Państwowy Teatr Świdnica. Obecnie działalność teatralna na zasadach impresaryjnych realizowana jest przez Świdnicki Ośrodek Kultury, korzystający z pomieszczeń dawnego teatru.

## Historia powstania
Pierwszy teatr w Świdnicy zbudowany został w latach 1821–1822. Otwarty 1 stycznia 1822 jako „Stadttheater” (teatr miejski), posiadał około 550 miejsc na widowni i funkcjonował na zasadzie impresariatu. W latach 1861, 1882 i 1914–1915 budynek poddawano modernizacji i rozbudowie. Po dostosowaniu do wymogów nowoczesnej sceny ponownie otwarto go 26 stycznia 1915.
W pierwszej połowie XIX w. grywano po dwie sztuki w miesiącu; w tym czasie w repertuarze dominowały widowiska rozrywkowe. W późniejszym czasie sięgnięto po dzieła klasyków (Schillera, Goethego), a w latach rządów hitlerowskich po sztuki nawiązujące do haseł narodowego socjalizmu.
Po 1933 funkcjonował jako teatr krajowy (Landestheater Schweidnitz), wystawiając także opery i przedstawienia muzyczne. Spektakle wystawiano do 1944 roku, kiedy to powołano aktorów do wojska. Do wystawianych w tym czasie utworów należą Moja siostra i ja (27.09.1942), Schäfchen zur Linken (28.09.1942), Paganini (10.10.1942), Die Rosenkönigin (13.11.1942), Trubadur (29.01.1943), Der Waffenschmied (3.03.1943), Miłość od pierwszego wejrzenia (13.03.1943), Baron cygański (28.03.1943), Drei alte Schachteln (17.04.1943). W sezonie 1938/39, trwającym 7,5 miesiąca, wystawiono 297 przedstawień, na co złożyło się: 137 sztuk teatralnych, 148 operetek, 12 występów gościnnych i innych. W tym czasie w mieście funkcjonowała także amatorska orkiestra kameralna.

## Po 1945 roku
Pierwszy sezon teatralny we włączonym do Polski mieście zainaugurowano 1 listopada 1945. Pierwszym dyrektorem teatru został Rudolf Ratschka. Do końca 1946 r. amatorski zespół teatralny wystawił 97 przedstawień. 2 września 1946 teatr uzyskał status miejskiej instytucji kultury, a 1 listopada 1947 został uznany za teatr zawodowy. Jednakże już w 1948 Ministerstwo Kultury podjęło decyzję o likwidacji sceny, którą wkrótce po tym szybko uchyliło na skutek protestów władz miasta. Sam teatr ostatecznie został upaństwowiony i uzyskał nazwę Państwowe Teatry Dolnośląskie – Teatr Miasta Świdnicy.
W roku 1948 teatr wystawił 12 premier, przy ogólnej ilości 224 spektakli. Dwa lata później liczby te wyniosły odpowiednio 11 i 450-470.
Na przełomie 1951 i 1952 podjęta została odgórnie decyzja o likwidacji samodzielności teatru, który 1 lutego 1952 r. stał się filią teatru jeleniogórskiego z oficjalną nazwą „Państwowe Teatry Dolnośląskie w Jeleniej Górze – oddział w Świdnicy”. Wraz z rozpoczętym równolegle remontem gmachu teatralnego przyczyniło się to do rozpadu zespołu aktorskiego i zaprzestania działalności teatralnej. Ostatnie przedstawienie zespół świdnickiego teatru wystawił 15 lipca 1952 r. w Jeleniej Górze.
Obecnie teatr funkcjonuje w ramach ośrodka kultury na zasadzie impresariatu. Scena teatralna uległa przebudowie, w wyniku której zakryto kanał operowy (orkiestron), co może uniemożliwić wystawianie oper.

## Świdnicka Opera Kameralna
W kwietniu 2003 powstała Świdnicka Opera Kameralna, również oparta na impresariacie. Dyrektorem artystycznym tej inicjatywy był Tomasz Adamus.